# Disputace svaté Kateřiny Alexandrijské před cisařem Maxentiem
Disputace svaté Kateřiny Alexandrijské před císařem Maxentiem (tal. Dispute di Santa Caterina d'Alessandria davanti all'imperatore Maxentius) je freska italského renesančního malíře Pinturicchia z let 1492 - 1495 v papežském paláci ve Vatikánu.
Monumentální malbu v Borgiových apartmánech (Appartamenti Borgia) Apoštolského paláce ve Vatikánu, v Sále světců (Sala dei Santi), namaloval Pinturicchio na zakázku papeže Alexandra VI. Freska svým námětem zapadá do celkového schématu výzdoby Borgiových apartmánů, což byla oslava triumfu křesťanství nad pohanstvím.
Námětem fresky, namalované v lunetě místnosti, je scéna ze života svaté Kateřiny Alexandrijské. Na pozadí Konstantinova oblouku se odehrává teologická disputace mezi světicí a na trůnu sedícím císařem Maxentiem. Císař dal předvolat padesát učených pohanských filozofů, aby vyvrátili víru svaté Kateřiny.
Kateřině se však podařilo před filozofy svou víru obhájit a přesvědčit je, aby se obrátili na křesťanství. Císař dal okamžitě všechny učence popravit. Navzdory Kateřininu vítězství byla i ona nakonec mučena a popravena. Podle legendy se tak mělo stát v roce 307 a Kateřina měla být usmrcena v kole, které se však zlomilo a tak byla sťata.
Kromě svaté Kateřiny, která má na fresce portrétní rysy dcery Alexandra VI. Lucrezie, Pinturicchio zde zobrazil portréty několika současníků - ze známějších zde nacházíme např. architekta několika místností Apoštolského paláce Antonia da Sangallo mladšího, ale i vlastní podobiznu samotného umělce.
Freska působí slavnostním dojmem, který autor docílil např. i použitím zlaté barvy.